# Liareds kyrka
Liareds kyrka är en kyrkobyggnad i byn Liared i Ulricehamns kommun. Den tillhör sedan 2006 Redvägs församling (tidigare Liareds församling) i Skara stift.

## Kyrkobyggnaden
Nuvarande stenkyrka i empirstil uppfördes åren 1843-1845 av byggmästare J. A. Bergström, Slöta socken, efter ritningar av arkitekt Johan Carlberg och invigdes i september 1845. Kyrkan består av ett långhus med rundat kor i öster och torn i väster. Mitt på långhusets norra sida finns en vidbyggd sakristia. Tidigare fanns församlingskyrkor även i Brunsered och Igelsered.
Interiören är ljus och monumental och altaret inramas av kolonner. Vid en omfattande restaurering 1956 togs den ursprungliga färgsättningen av predikstolen och pelarna vid altaret fram, liksom de äldre muralmålningarna av Anders Gustaf Ljungström kring predikstolen och altaret. På läktaren tillkom målningar utförda 1957 av Viking Lanje. En handgjord järnkrona från 1600-talet som påträffats, renoverades och återfick sin plats. Vid 1977 års renovering kompletterades kyrkans textilier och flera gamla inventarier iståndsattes.

## Inventarier
- Dopfunt av sandsten huggen under 1200-talet i en del med höjden 69 cm. Cuppan är krukformad med konkav undersida och skaft med en kraftig vulst på mitten. Uttömningshål saknas. Den står på en modern rund platta av gråsten.[1]
- Även ett triumfkrucifix från omkring 1300 är bevarat från den tidigare medeltidskyrkan.
- Altaruppsatsen (1799) med motiv från korsfästelsen och dopängeln är utförda av bildhuggaren Jöns Lindberg.
- Predikstolen är ett empirarbete av snickaren J. Pettersson i så kallad Mjöbäcksmodell och samtida med kyrkan.

### Klockor
- Storklockan är gjuten i Borås 1726.
- Lillklockan har en hög och smal campanulaform och saknar inskrift. Den anses vara gjuten på tidigt 1200-tal.[2]

### Orgel
Kyrkans orgel, placerad på läktaren i väster, tillverkades 1855 av orgelbyggare Sven Nordström. Den byggdes om 1916 av Levin Johansson i Liared samt renoverades och ombyggdes 1965 av Liareds orgelbyggeri då antalet stämmor utökades till sjutton, fördelade på två manualer och pedal. Pipmaterial från äldre orglar blandades med nya stämmor vid den senaste ombyggnaden 1965. Den delvis ljudande fasaden från 1855 är bevarad. Den har inskriptionen Orgeln skänkt af drängen Sven Petersson i Liared år 1855.

## Exteriörbilder

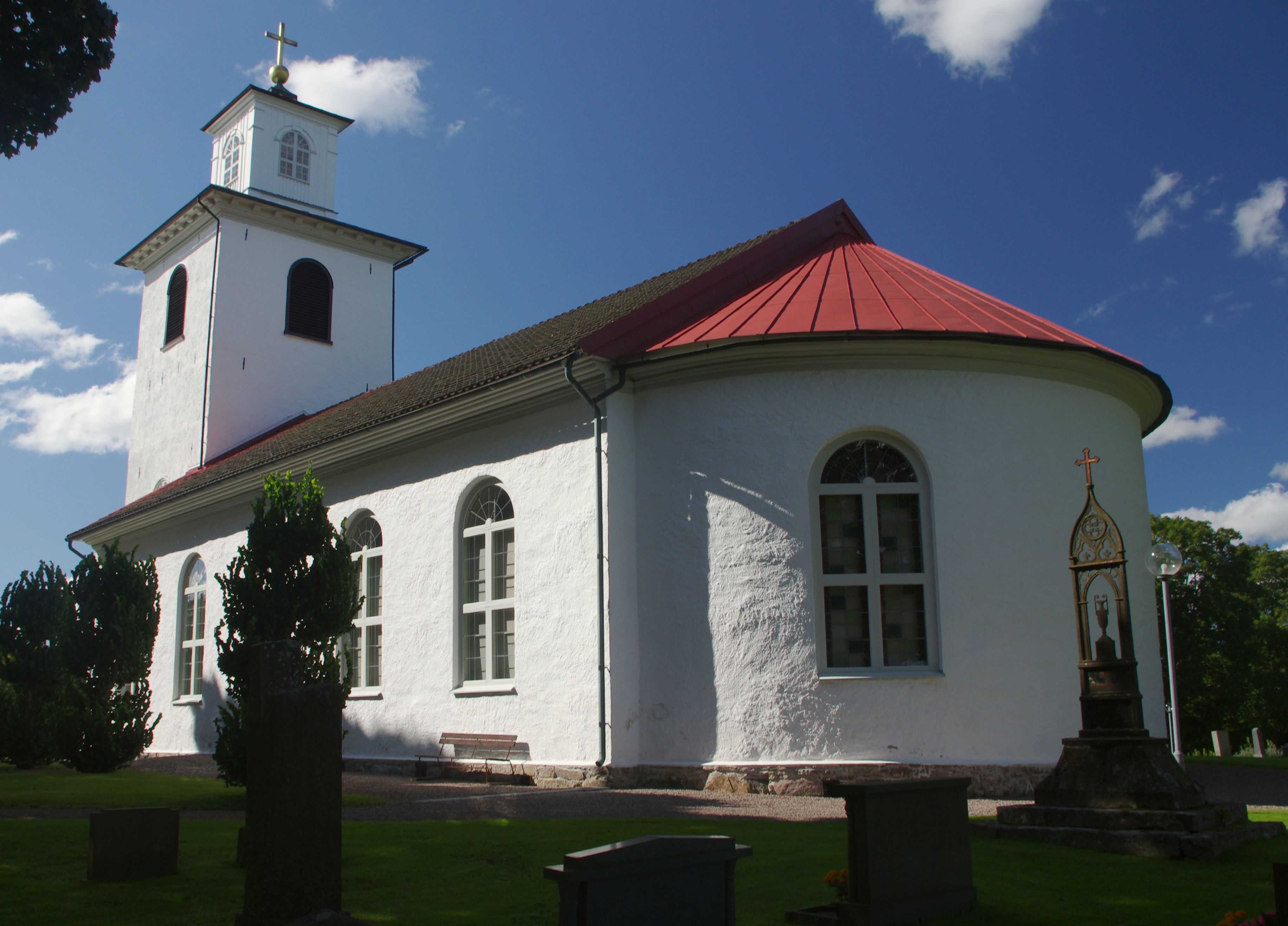
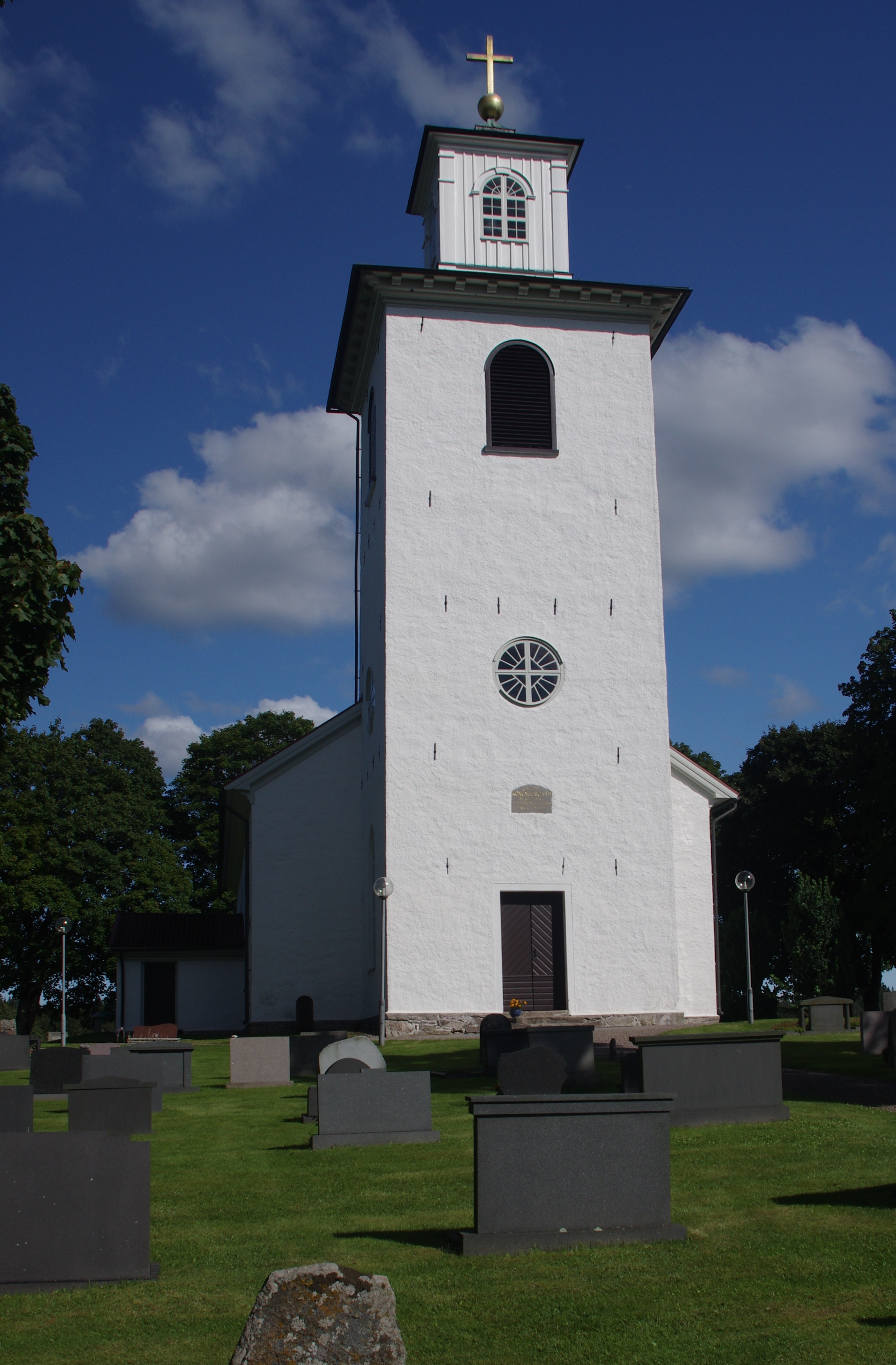

## Interiörbilder

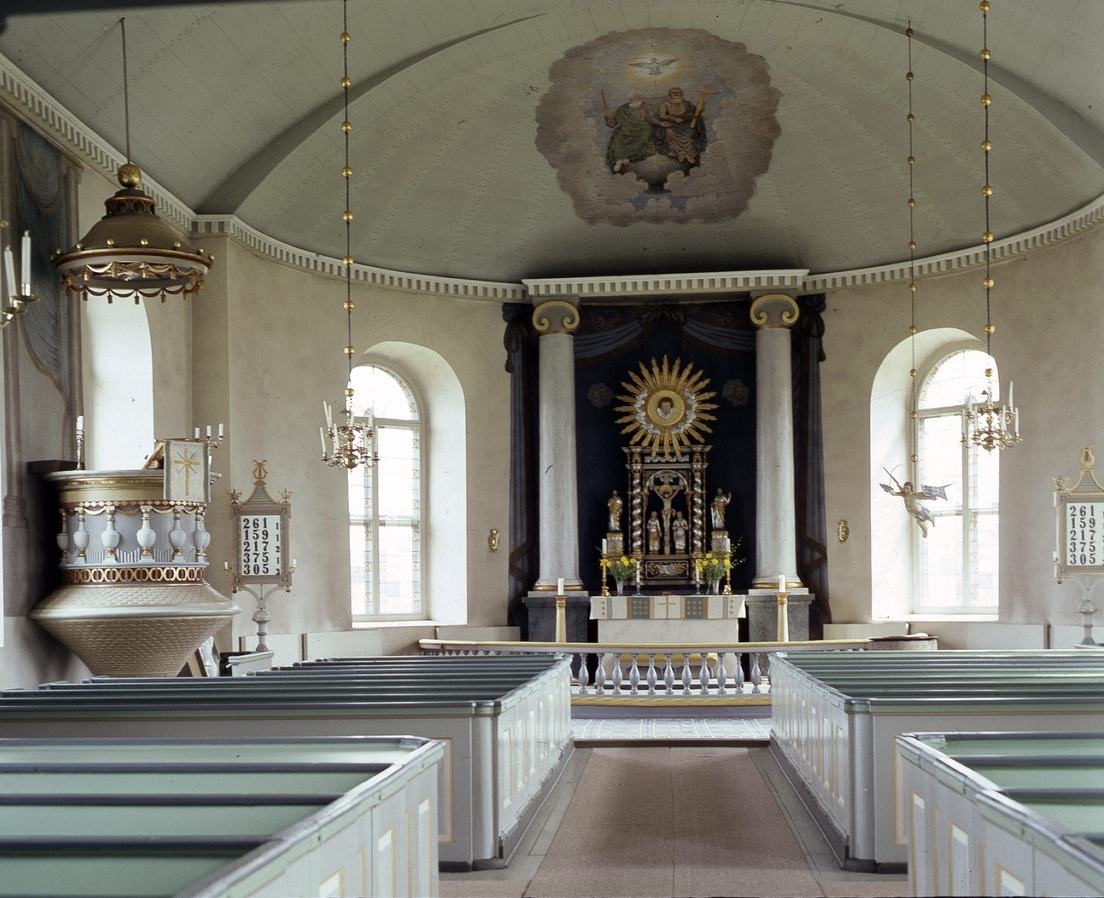
Interiör mot koret 1968.
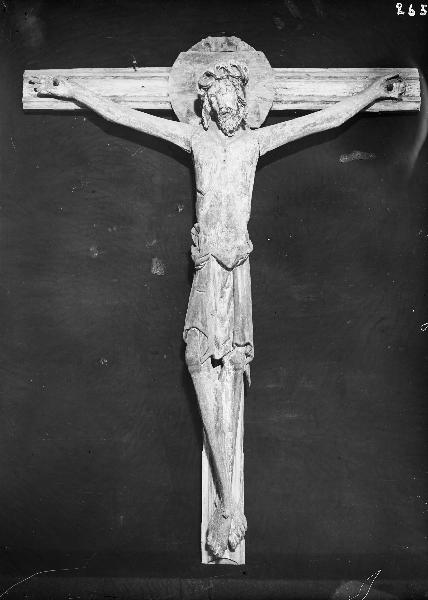
Triumfkrucifixet.
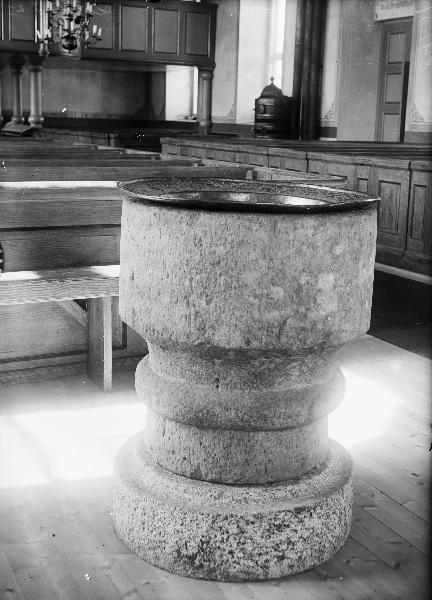
Dopfunten.